# Vesna Župan
Vesna Župan je rođena 10. aprila 1966. godine u Beogradu gde je završila osnovnu i srednju školu. Završila je Ekonomski fakultet u Beogradu stekavši diplomu magistra ekonomskih nauka 1994. godine, a na obrazovnom profilu Međunarodna ekonomija. Stekla je Certificate of Proficiency in English Univerziteta u Kembridžu (Velika Britanija) 1997.
Tri godine kasnije stiče Le Diplôme Approfondi de Langue Française Francuskog ministarstva nacionalnog obrazovanja. Završila je, osim ostalih, i tečaj poslovnog španskog jezika Español de los negocios u Institutu Cervantes u Beogradu, 2007. Bila je stipendista Doma kultura sveta u Parizu, novembra 1999. godine. Govori i nemački jezik.
Radi kao bibliotekar u Univerzitetskoj biblioteci "Svetozar Marković" u Beogradu od 1992. Informator savetnik je postala 2004. Profesionalno iskustvo je stekla instruirajući korisnike za rad na Internetu, pretražujući agregatore baza podataka sa člancima iz elektronskih časopisa, radeći na marketingu biblioteke, kao i obrađujući stručno bibliotečku građu.
Vesna Župan učestvovala je do sada sa svojim radovima na više stručnih, odnosno, naučnih skupova u zemlji i inostranstvu (Beograd, Novi Sad, Zagreb, Sarajevo, Sofija, Atina, Beč, Bilbao, Sitges, Limerik). Osim članaka koji su joj, dakle, objavljeni u zbornicima sa stručnih skupova u Srbiji, Hrvatskoj, Bosni i Hercegovini, Bugarskoj, Grčkoj, Austriji, Španiji i Irskoj, objavljeno joj je i nekoliko kompjuterskih prezentacija u zbornicima na CD-ROM-ovima. Do sada je objavila desetak stručnih radova iz bibliotečko-informacione delatnosti na engleskom jeziku.
Publikovala je, osim u zbornicima, i u sledećim časopisima: Infoteka, Ekonomika preduzetništva, Pančevačko čitalište, Književnost : Lettre internationale, Ekonomski vidici, Književne novine, Library Management, Bulletin des bibliothèques de France, Nova trgovina. Više godina je bila član predsedništva Društva ekonomista Beograda. Osim toga bila je i višegodišnji član redakcije časopisa Ekonomski vidici.
Njeno delo „Marketing u bibliotekama“ osvojilo je nagradu „Stojan Novaković“ Bibliotekarskog društva Srbije za poseban doprinos unapređenju bibliotečko-informacione delatnosti. Objavila je 2010. monografiju na temu „Ekonomska stvarnost Meksika : dva veka nakon izbijanja Rata za nezavisnost i vek nakon izbijanja Meksičke revolucije“. Ovo delo objavljeno je i u prevodu na engleski jezik, a pod naslovom „Economic Reality of Mexico : historical turns, problems and cosequences“. U prvom kvartalu 2011. objavila je na CD-ROM-u monografiju „Ekonomska stvarnost Francuske : 222 godine od proglašenja Deklaracije o pravima čoveka i građanina i pola veka od ulaska u OECD“.
Poster koji je uradila sa kolegom Selmanom Trtovcem pod naslovom Libraries of Serbia: information horizons, proglašen je najboljim na 14. međunarodnoj konferenciji o urbanom planiranju i regionalnom razvoju u Informacionom društvu koja je održana u Beču, 2006.
Član je Bibliotekarskog društva Srbije i Društva ekonomista Beograda. Osim toga, saradnik je Naučnog društva ekonomista.

## Literatura
1. Standardizacija i kvalitet bibliotečkih usluga. Međunarodna naučna konferencija, Novi Sad, 4—5. novembar 2010. (Zbornik rezimea)
2. Knjiga i jezik u razvoju savremenog društva. Međunarodna naučna konferencija, Beograd, 24—26. septembar 2010. (Zbornik rezimea)
3. Vesna Župan, Economic Reality of Mexico: historical turns, problems and consequences, Germany, LAP Lambert Academic Publishing, 2014.

## Spoljašnje veze
1. http://www.unilib.rs/ Univerzitetska biblioteka "Svetozar Marković" u Beogradu
2. http://www.ekof.bg.ac.rs/ Ekonomski fakultet Univerziteta u Beogradu
3. http://www.bds.rs Bibliotekarskog društva Srbije